# Конституція Таїланду 1997 року

Голосування парламенту за Конституцію Таїланду 1997 року, 27 вересня 1997 року
Згоден 578
Не згоден 16
Утримався 17

Конституція Королівства Таїланд, буддійська ера 2540 (1997), (тай. รัฐธรรมนูญแห่งราชอาณาจักรไทย พุทธศักราช ๒๕๔๐) — конституція Таїланду, прийнята 11 жовтня 1997 року, щоб замінити Конституцію 1991 року, і була широко визнана віхою в демократичній конституційній реформі Таїланду, вона представляла найдемократичнішу конституцію в історії країни. Установчі збори були обрані Національними зборами (Таїланд) 26 грудня 1996, незабаром після загальних виборів у Таїланді 1996 року.